# Илиян Любомиров
Илиян Василев Любомиров е български поет и телевизионно лице. Популярен е с участието си в предаването на Нова телевизия „На кафе“ в периода 2018 – 2020 г. и отново от 2021 г.

## Биография
Роден е на 25 февруари 1990 г. в София. Завършва немска гимназия в София и следва политология в Берлин, Германия.
През 2012 г. създава литературния проект Letters of flesh и започва да подписва своите текстове под псевдонима Августин Господинов. През 2014 г. печели първи награди на фестивалите София: Поетики и Alter Native в Пловдив. През 2015 г. става лауреат на 43-тото издание на фестивала за дебютна литература „Южна пролет“ в град Хасково с поетичната си книга „Нощта е действие“. За нея получава и номинации за националната награда за поезия „Иван Николов“ (2015), както и за наградата на Литературен клуб „Перото“ (2015).
Негови стихотворения са публикувани в „Литературен вестник“, „Открита литература“, списание „Страница“, Liternet, Klaxon Press Journal, списание „Море“ и други, както и в редица списания за литература във Великобритания, сред които Raceme magazine и Modern Poetry in Translation. Превеждан и издаван на английски, немски, испански, френски, иврит. През 2016 г. съвместно с Ирена Иванова, Димитър Стоянович и Лъчезар Аврамов създава Творческа академия „Валери Петров“ и бива номиниран в кампанията на БНТ и Радио ФМ+ „Будител на годината“.
По-късно „пенсионира“ псевдонима си и публикува творбите си с истинското си име.
От септември 2018 г. до август 2020 г. е част от предаването на Гала „На кафе“ като панелист. От септември 2021 г. отново е част от предаването, този път водейки рубрика.